# Baltské jazyky
Baltské jazyky jsou skupina jazyků v indoevropské jazykové rodině, které kdysi používaly baltské národy (Baltové) na území rozprostírajícím se od Visly až po hranice Estonska.
Většina jazyků z baltské větve vymřela, jediné dva jazyky, které se dosud používají, jsou litevština a lotyština a jejich dialekty. Hovoří jimi asi 4,7 milionu mluvčích.
Baltské jazyky se zapisují latinkou s diakritikou doplněnou podle různých, nejen slovanských vzorů (s češtinou mají společné znaky ž, š, č).

## Historie
Všechny baltské jazyky začínaly jako indoevropský prajazyk, ze kterého se později oddělil baltsko-slovanský prajazyk. Ten se poté rozdělil na dva jazyky: praslovanštinu a protobaltštinu, která byla východiskem pro další baltské jazyky.

## Dělení
- západobaltské jazyky †
  - pruština †
    - staropruština †
    - novopruština †

  - jotvingština (súduvština) †
  - galindština †
- východobaltské jazyky
  - kurština † – někdy považována za západobaltský jazyk
  - jazyk Kuršiniků
  - lotyština (1,6 mil. mluvčích)
    - latgalština (150 tis. mluvčích) – často považována za dialekt lotyštiny

  - litevština (3,9 mil. mluvčích)
    - žemaitština – často považována za dialekt litevštiny

  - sélština †
  - zemgalština (žiemgalština) †